# Georgi Zhiritski
Gueorgui Serguéievich Zhiritski (en ruso: Гео́ргий Серге́евич Жири́цкий) (Krapivna, Óblast de Tula, 8 de octubre [26 de septiembrejul.] de 1893 - Kazán, 4 de junio de 1966) fue un ingeniero mecánico soviético, especialista en el campo de la termotecnia y la construcción de turbinas; uno de los pioneros de la aviación y del diseño de motores cohete propulsados por combustibles líquidos, y con una destacada labor como profesor universitario.

## Biografía
Zhiritski nació en 1893 en la ciudad de Krapivna, provincia de Tula. Hijo de un ingeniero forestal, sus padres se separaron cuando era niño. Se crio con su madre, que trabajaba como contable en Kiev. Ya con 14 años ganaba un jornal dando clases.

### Período de Kiev
Tras concluir en 1911 la escuela secundaria con honores, ingresó en la escuela de mecánica del Instituto Politécnico de Kiev, donde se graduó en 1915.
A partir de 1915 comenzó a trabajar en la fábrica "Naval" de Mykoláiv, incorporándose en 1918 al profesorado del Instituto Politécnico de Kiev, y dedicándose a la enseñanza práctica de la mecánica de las máquinas de vapor, las turbinas y los motores térmicos. En 1926 y 1927 realizó una serie de visitas científicas a Alemania, familiarizándose con la tecnología sobre turbinas germana.

### Período de Moscú
En 1929, obtuvo la cátedra de turbinas de vapor de la Escuela Técnica Superior de Moscú, trabajando en paralelo en el Instituto de Ingeniería Eléctrica M. V. Lomonósov y en el Instituto Nacional de Economía G. V. Plejánov.
En el verano de 1930, intervino en la fundación de  Instituto de la Energía de Moscú y en 1931 contribuyó a crear la cátedra y laboratorio de turbinas de vapor.
En la misma década de 1930, la policía política (OGPU) fabricó el caso del "Partido Industrial": de acuerdo con la investigación, los acusados trataban de crear una organización clandestina antisoviética, cuyos miembros estaban involucrados en la demolición de la industria y el transporte soviéticos, dedicándose al espionaje siguiendo las instrucciones del estado mayor general francés. El director del Instituto de Ingeniería Térmica de la URSS, el Profesor Leonid Ramzín, fue inculpado de dirigir el "Partido Industrial". Se detuvo a varios cientos de personas, aunque Zhiritski pudo evitar su arresto.
En 1937, se le otorgó el grado de doctor en ciencias técnicas sobre la base de sus trabajos de investigación previamente publicados. Las actividades científicas, pedagógicas y organizativas de Zhiritski finalizaron ese mismo año, después de su detención injustificada. Hasta 1939, mientras la investigación estaba en curso, permaneció en la prisión de Rostov, confinado en una celda con delincuentes comunes. Se libró de la violencia gracias a sus grandes conocimientos literarios: cada día recitaba de memoria a los internos novelas de aventuras de James Fenimore Cooper, Thomas Mayne Reid, Jack London y otros autores.
En 1939, fue trasladado a Moscú. Mientras permanecía en prisión, trabajó en el grupo de ingeniería del cuarto departamento especial de la NKVD («sharashka») donde desarrolló propulsores aeronáuticos y se convirtió en un especialista en motores diésel. También colaboró con Valentín Glushkó en el desarrollo de un compresor centrífugo utilizado en la propulsión de torpedos marinos y de motores cohete auxiliares utilizados en aviación.

### Período de Kazán
En el otoño de 1940, el grupo de Glushkó se transfirió a Kazán, donde continuó desarrollando cohetes auxiliares alimentados con turbobombas. Se le asignó a este grupo, en el que se nombraron dos jefes adjuntos de diseño: el propio Zhiritski y D.D. Sevruk.
Por fin, en 1944, Lavrenti Beria solicitó a Stalin la liberación de 35 destacados técnicos confinados en campos de trabajo. Stalin dio su consentimiento, finalizando el cautiverio de los presos de la mencionada lista, entre los que figuraban Glushkó, Koroliov y el propio Zhiritski. Estos técnicos fueron asignados a una nueva oficina de diseño, la OKB-SD (dedicada a motores especiales), bajo la dirección de Koroliov. En el otoño de 1944 Zhiritski retomó su trabajo como profesor, simultaneando su labor en el OKB con las clases en el Instituto Aeronáutico de Kazán, al igual que otros miembros de la oficina técnica. 
Durante la Segunda Guerra Mundial, la vital labor de OKB fue recompensada por el gobierno de la URSS. Zhiritski y sus compañeros fueron premiados con la Orden de la Bandera Roja del Trabajo y con la Orden de la Insignia de Honor. Entre julio y septiembre de 1945, la mayoría de ellos viajaron a Alemania para estudiar la construcción de los misiles balísticos V-2.
En 1946, se ordenó el traslado de la oficina de diseño desde Kazán a Jimki. Sin embargo, Zhiritski se quedó en Kazán, concentrándose en su trabajo de formación de ingenieros aeronáuticos. En 1947 se creó la cátedra de turbinas de gas, que dirigió durante 18 años, hasta 1965. La cátedra se especializó en motores cohete.
En 1965, sufrió un derrame cerebral, perdiendo el habla y quedando con la mano derecha paralizada. Aprendió a escribir con la mano izquierda, y poco antes de su muerte en 1966 dejó casi concluido el manuscrito de su último libro.

## Actividades científicas
Los principales trabajos científicos de Zhiritski se centraron en la termotecnia, las turbinas y los motores cohete; así como en la teoría y diseño de máquinas de vapor, turbinas de vapor, turbinas de gas y motores a reacción.
Como profesor, estableció las bases fundamentales de la educación en las áreas de la ingeniería eléctrica y de la termotecnia, ocupándose además de la especialización de un considerable número de ingenieros y científicos (solo en el Instituto Areonáutico de Kazán dirigió personalmente la formación de 16 doctores en ciencias técnicas).

## Publicaciones
- Zhiritski. Máquinas de vapor. — Kiev: Editorial del Comité Ejecutivo Proletstuda KPI, 1925. — 434 s.
- Zhiritski. Turbinas de vapor. — Kiev: Editorial del Comité Ejecutivo KPI, 1927. — 387 c.
- Zhiritski. Turbinas de gas. — Moscú: Gosenergoizdat, 1948. — 504 s.
- Zhiritski. Turbinas de gas aeronáuticas. — Moscú: Oborongiz, 1950. — 512 s.
- Zhiritski, Strunkin. Diseño y cálculo de la resistencia de las piezas de turbinas de vapor y turbinas de gas. 3-ed. — M.: Construcción de maquinaria, 1968. — 520 c.
- Zhiritski, Lokay, Maksutova. Turbinas de gas en motores de aeronaves. 2-ed. — Moscú: Ingeniería Mecánica, 1971. — 620 s.

## Eponimia
- El cráter lunar Zhiritskiy lleva este nombre en su memoria.[15]
- En 1983, en el 90 aniversario de su nacimiento, el gobierno de la República Socialista Tártara homenajeó su nombre con la colocación de una placa conmemorativa en el edificio principal del Instituto Aeronáutico de Kazán.[3]

## Premios y honores
- Orden de Lenin (1961)[3]
- Orden de la Insignia de Honor (1945)
- "Trabajador Destacado de la Ciencia y la Tecnología ТАССР" (1953)[1]
- "Trabajador Destacado de la Ciencia y de la Tecnología de la República Rusa" (1963)[4]